# ویکتور مالکورا
ویکتور مالکورا (انگلیسی: Víctor Malcorra؛ زادهٔ ۲۴ ژوئیهٔ ۱۹۸۷) بازیکن فوتبال اهل آرژانتین است.